# Sodegaura, Chiba
Sodegaura (袖ヶ浦市 Sodegaura-shi) là một thành phố thuộc tỉnh Chiba, Nhật Bản.